# Милобог Юрій Валерійович
Юрій Валерійович Милобог — український зоолог, викладач Криворізького державного педагогічного університету, громадський діяч та політик, депутат Криворізької міської ради сьомого та восьмого скликань. Кандидат на посаду міського голови Кривого Рогу на місцевих виборах 2015 року.

## Життєпис
Народився у селі Нововолодимирівка Казанківського району Миколаївської області. Закінчив з відзнакою Криворізький державний педагогічний інститут за спеціальністю «Вчитель біології та хімії». З 1997 по 2000 рік — аспірант кафедри ботаніки та екології Криворізького державного педагогічного університету.
З 2000 по 2003 р. займався науковою та природоохоронною діяльністю. Паралельно працював на керівних посадах у різних установах: начальник планово-економічного відділу ТОВ «Універсалпромсервіс» ГП «Фокстрот», генеральний директор ТОВ «Фокстрот-ТБК», директор ТОВ «Дружба Люкс», директор ТОВ «Фауна Гранд».
З 2007 року основним місцем роботи є Криворізький державний педагогічний університет (КДПУ), де працював на посадах асистента (до 2012 року), старшого викладача (2012—2015 рр.), а з 2015 року є доцентом кафедри зоології та методики навчання біології КДПУ.
Засновник і директор благодійної організації — Благодійний фонд «Ціна Життя».
Одружений, має сина.

## Політична діяльність

### Чергові вибори народних депутатів 2014
На Парламентських виборах 2014 року балотувався по одномандатному виборчому округу № 32 (м. Кривий Ріг) як самовисуванець. Отримав 7,6 % голосів, обійнявши 4-те місце за рейтингом серед кандидатів.

### Місцеві вибори 2015
Партія «Об'єднання „Самопоміч“» на своєму з'їзді оголосила Ю. Милобога кандидатом на посаду Криворізького міського голови на місцевих виборах в Україні 2015 року. У першому турі він набрав 10,6950 % голосів, ставши другим після чинного мера Юрія Вілкула. У другому турі перемогу здобув Вілкул, розрив становив 752 голосів, пан Вілкул набрав 49,3 %, а Милобог — 48,8 %. Причому Милобог переміг у п'яти районах міста з семи. В Інгулецкому районі міста Вілкул набрав неймовірно велику кількість голосів виборців. Це рішення було оскаржене представниками партій Самопоміч, УКРОП та Сила людей у зв'язку з підозрами щодо їх фальсифікації, але суди не зважили на фактичні обставини відмовили у задоволені позовів. Згадані події призвели до серії протестів у м. Кривий Ріг у листопаді-грудні 2015 року проти фальсифікацій на місцевих виборах. У результаті 23 грудня Верховна Рада України призначила позачергові вибори Криворізького міського голови на 27 березня 2016 року.
Милобог Ю. В. також очолював список партії «Самопоміч» на виборах до Криворізької міської ради. За результатами виборів, він, разом з 6 однопартійцями, отримав мандати депутатів.

### Позачергові вибори народних депутатів 2019
На Парламентських виборах 2019 року балотувався по одномандатному виборчому округу № 32 (м. Кривий Ріг) як самовисуванець. Отримав 7,24 % голосів, обійнявши 3-є місце за рейтингом серед кандидатів.

### Місцеві вибори 2020
У серпні приєднався до партії «Сила людей» та став кандидатом на посаду Криворізького міського голови.
За результатами виборів став депутатом Криворізькоі міськоі ради Криворізького району Дніпропетровськоі області. Обраний співголовою фракціі партіі «Сила людей».

## Наукова та природоохоронна діяльність
Автор понад 60 наукових робіт, присвячених питанням фауни, екології та охорони птахів України. Основний науковий інтерес — вивчення хижих птахів України. Один з співавторів другого видання Червоної книги України та Червоної книги Дніпропетровської області. У 2012 році захистив кандидатську дисертацію на тему «Хижі птахи степової зони України» у спеціалізованій вченій раді Інституту зоології імені І. І. Шмальгаузена НАН України. Результати досліджень доповідав на більше ніж 10 міжнародних наукових конференціях та нарадах. Брав участь у декількох міжнародних проектах, присвячених охороні хижих птахів. Був організатором та меценатом двох міжнародних наукових конференцій, присвячених хижим птахам, що проходили у м. Кривий Ріг (2008, 2012).
Один із засновників Українського центру дослідження хижих птахів. Голова ревізійної комісії Громадської природоохоронної організації «Українське товариство охорони птахів».

## Участь в російсько-українській війні
З перших днів російського вторгнення в Україну в 2022 році став на захист України. Служить у складі 129 ОБрТрО. У січні 2023 року Указом Президента України за «особисту мужність і самовідданість, виявлені у захисті державного суверенітету та територіальної цілісності України, вірність військовій присязі» нагороджений медаллю «За військову службу Україні».